# Josef Boháček
Josef Boháček (23. května 1853, Domousnice – 29. října 1932, Turnov) byl český podnikatel, dlouholetý vlastník a ředitel strojírenského závodu C. k. privilegované první české strojní továrny na motouz a provaznické výrobky v Turnově, mecenáš a ve své době jeden z nejbohatších měšťanů Turnova.

## Život

### Mládí
Narodil se v Domousnici v severovýchodních Čechách jako nemanželské dítě Marii Boháčkové. Ta pracovala jako služebná v domě majitele místního panství Karla Půlpána, rytíře z Feldsteinu a je velmi pravděpodobné, že on byl otcem. Josef vychodil obecnou a hospodářskou školu, následně odešel roku 1878 pracovat do Turnova.

### V Turnově

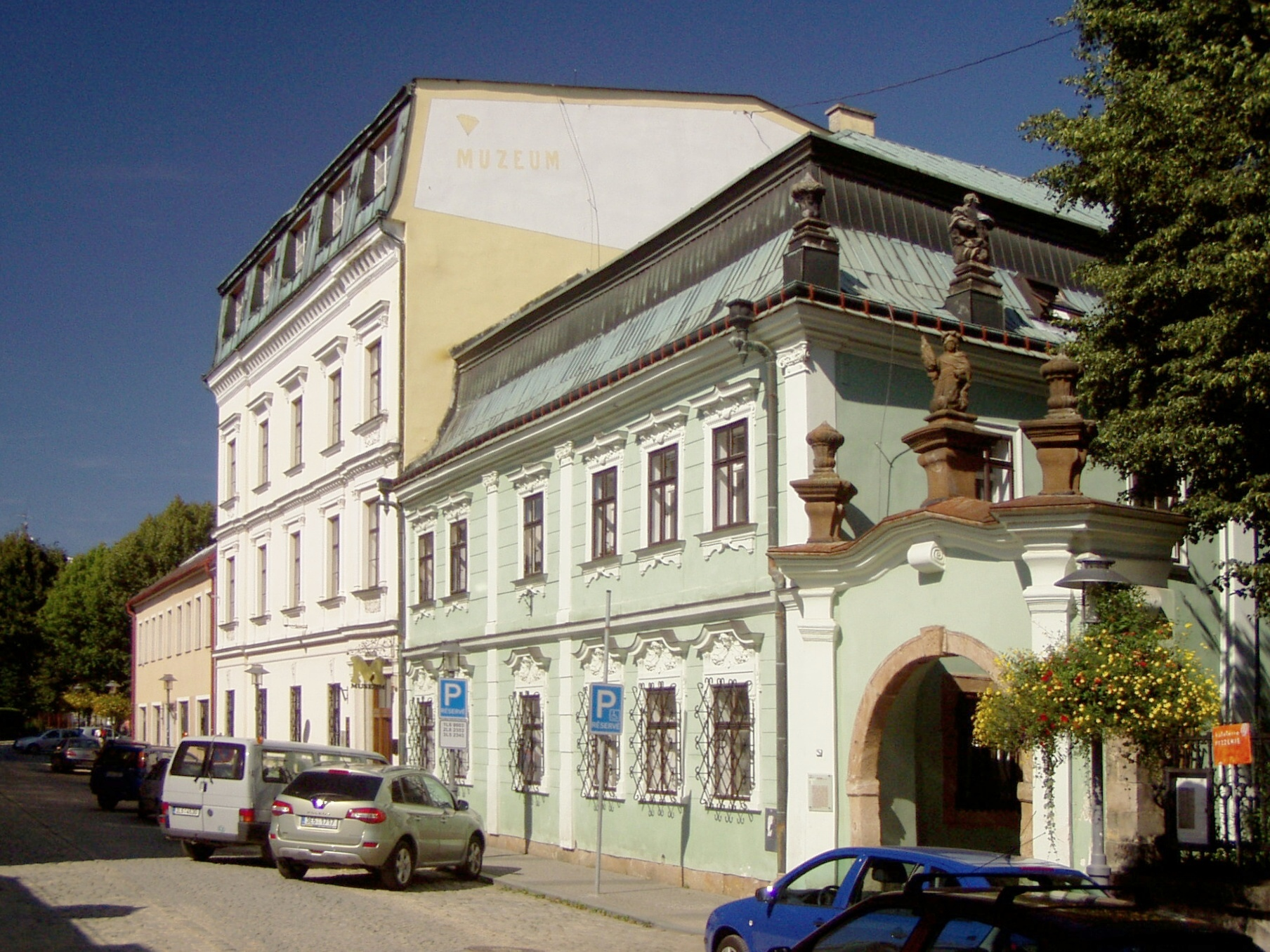
Boháčkův dům (vlevo), pozdější budova turnovského městského muzea

Zde nastoupil do továrny na provazy a motouzy vlastněnou JUDr. Vojtěchem Fotrem. Boháček se zde díky svým schopnostem vypracoval do vedoucích pozic podniku a následně se začátkem 80. let 19. století oženil s Fotrovou dcerou Emilií. Továrnu, jejíž vedení následně převzal, zachránil před hospodářským úpadkem a nadále výrobu rozvíjel. Po svatbě začali s manželkou bydlet v prostorném domě v Skalově ulici v Turnově (následně tzv. Boháčkův dům), který nechal vystavět Vojtěch Fotr. Boháčkovým se narodily děti Josef, Emilie a Josefína,
Po roce 1900 se u Boháčkovy manželky a potomků rozvinula dědičná těžká psychická choroba. Nejstarší dvaadvacetiletý syn Josef, student ČVUT v Praze, spáchal pod jejím vlivem roku 1905 sebevraždu, následujícího roku zemřely též obě dcery, Emílie a Josefína. Boháček ztrátou svých dětí nesmírně trpěl, přesto dokázal tovární výrobu nadále úspěšně řídit. Se svou manželkou nadále nepolevovali ani v dobročinné a společenské činnosti: jejich působení výrazně posilovalo český kulturní vliv ve městě ležícím poblíž tehdy většinově německy mluvících regionů. Roku 1916 obdržel Boháček čestné občanství města Turnova za přínos v polnohospodářství. Ve městě byl znám jako oblíbený a poctivý zaměstnavatel.
Na popud manželky Emilie odkázal Josef Boháček roku 1927 rodinný dům nově vznikajícímu Muzeu města Turnova. Emílie strávila poslední roky svého života na lůžku, zemřela roku 1928.

### Závěr života

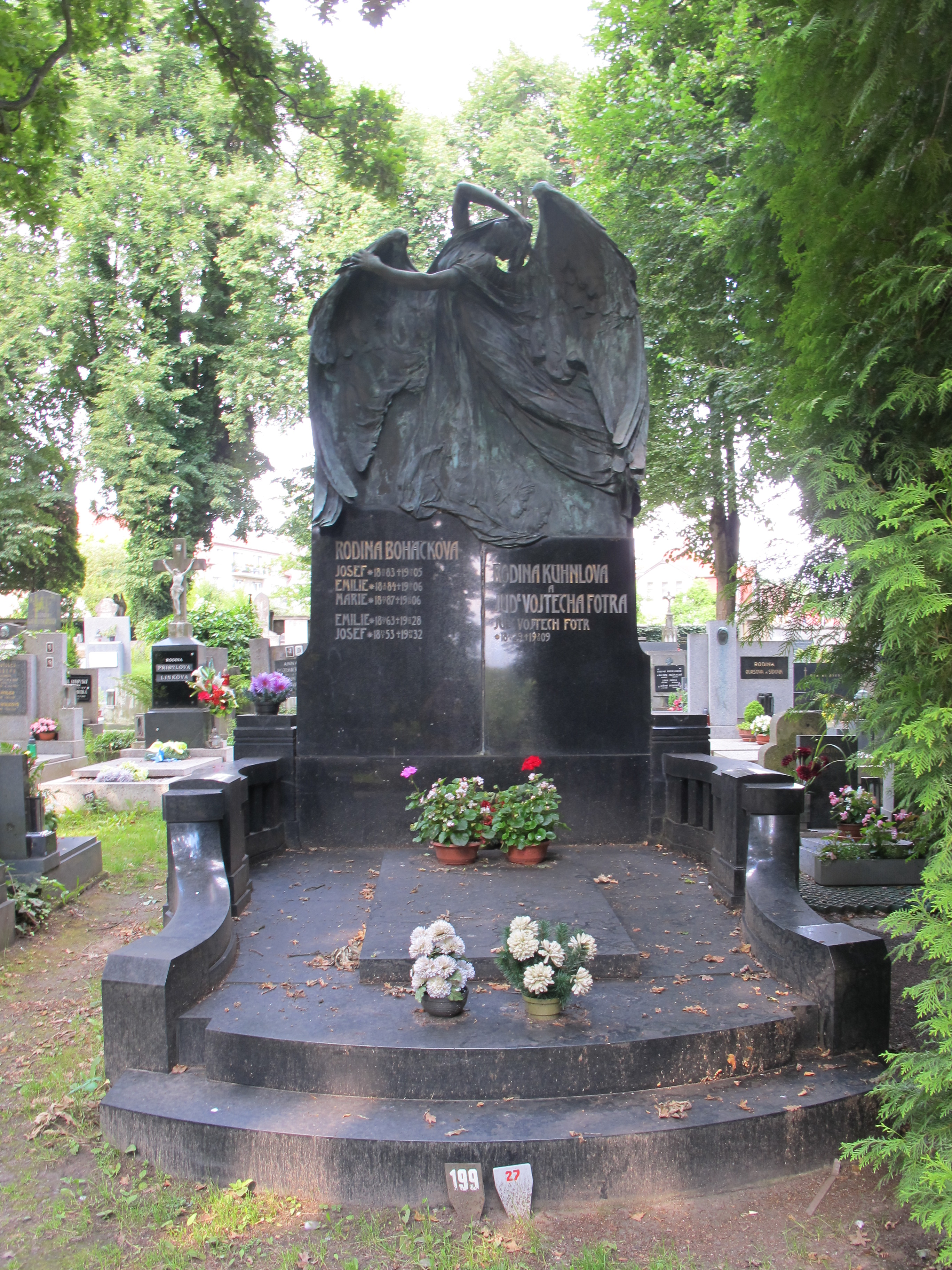
Hrobka rodiny Boháčkovy a Fotrovy, autor Vilém Amort

Josef Boháček zemřel 29. října 1932 v Turnově a byl pochován do rodinné hrobky na zdejším městském hřbitově spolu se svou manželkou a dětmi, a také rodinou svého tchána Vojtěcha Fotra. Autorem secesního náhrobku byl proslulý pražský sochař Vilém Amort specializující se na realizace hrobek.

### Odkaz
Boháčkova provaznická továrna v Turnově byla ve 2. polovině 20. století přičleněna k podniku Juta. V jeho domě dnes sídlí expozice Muzea Českého ráje